# Виртуальная машина
Виртуальная машина (VM, от англ. virtual machine) — программная или аппаратная система, эмулирующая аппаратное обеспечение компьютера и исполняющая программы для guest-платформы (guest — гостевая платформа) на host-платформе (host — хост-платформа, платформа-хозяин) или виртуализирующая некоторую платформу и создающая на ней среды, изолирующие друг от друга программы и даже операционные системы (см.: песочница); также спецификация некоторой вычислительной среды (например: «виртуальная машина языка программирования C (си)»).
Виртуальная машина исполняет некоторый машинно-независимый код (например, байт-код, шитый код, p-код) или машинный код реального процессора. Помимо процессора, VM (виртуальная машина) может эмулировать работу как отдельных компонентов аппаратного обеспечения, так и целого реального компьютера (включая BIOS, оперативную память, жёсткий диск и другие периферийные устройства). В последнем случае на VM (виртуальная машина), как и на реальный компьютер, можно устанавливать операционные системы (например, Windows можно запускать в виртуальной машине под Linux или наоборот). На одном компьютере может функционировать несколько виртуальных машин (это может использоваться для имитации нескольких серверов на одном реальном сервере с целью оптимизации использования ресурсов сервера).

## Теория
Концепция виртуальной машины как совокупности ресурсов, которые симулируют поведение реальной машины, появилась в Кембридже в конце 1960-х годов в виде расширения концепции виртуальной памяти манчестерской вычислительной машины Atlas. В целом вычислительный процесс определяется в рамках этой концепции содержимым того рабочего пространства памяти, к которому он имеет доступ. При условии, что конкретная ситуация в этом рабочем пространстве соответствует ожидаемой, процесс не имеет никаких средств для определения того, является ли представленный ему ресурс действительно физическим ресурсом этого типа, или же он имитируется действиями других ресурсов, которые приводят к аналогичным изменениям содержимого рабочего пространства процесса.
Например, процесс не может определить, монопольно ли он использует процессор или же в режиме мультипрограммирования вместе с другими процессами. В виртуальной машине ни один процесс не может монопольно использовать никакой ресурс, и все системные ресурсы считаются ресурсами потенциально совместного использования. Кроме того, использование виртуальных машин обеспечивает развязку между несколькими пользователями, работающими в одной вычислительной системе, обеспечивая определённый уровень защиты данных.
Идея виртуальной машины лежит в основе целого ряда операционных систем, в частности, IBM VM/CMS (и её аналога времён СССР — СВМ) и DEC VAX/VMS.

## Применение
Виртуальные машины (ВМ) могут использоваться для:
- защиты информации и ограничения возможностей программ (см.: песочница);
- исследования производительности ПО или новой компьютерной архитектуры;
- эмуляции различных архитектур (например, эмулятор игровой приставки);
- оптимизации использования ресурсов мейнфреймов и прочих мощных компьютеров (см., например: IBM eServer);
- запуска вредоносного кода с целью перехвата управления инфицированной системой: вирус PMBS, обнаруженный в 1993 году, а также руткит SubVirt, созданный в 2006 году в Microsoft Research, создавали виртуальную систему, которой ограничивался пользователь и все защитные программы (антивирусы и прочие);[2]
- моделирования информационных систем с клиент-серверной архитектурой на одной ЭВМ (эмуляция компьютерной сети с помощью нескольких виртуальных машин);
- упрощения управления кластерами — виртуальные машины могут просто мигрировать с одной физической машины на другую без остановки во время работы (live migration) ;
- тестирования и отладки системного программного обеспечения;
- проверки программ на содержание вредоносного ПО;
- обучение работе с разными ОС и средами.

## Известные виртуальные машины
Некоторые известные виртуальные машины:
| Среды языков программирования - ActionScript Virtual Machine - Clipper - Common Language Runtime - SETL - Harbour - Java Virtual Machine - Python Virtual Machine - Dalvik Virtual Machine - UCSD p-System - Форт - Erlang ERTS BEAM | Операционные системы и гипервизоры - Система виртуальных машин - ICore Virtual Accounts - Kernel-based Virtual Machine - Hyper-V - OpenVZ - Parallels Virtuozzo Containers - User-mode Linux - Virtual Iron - VM/CMS - VMware ESX - VMware Fusion - Xen | Автономные эмуляторы компьютеров - bochs - DOSBox - Virtual PC - Parallels Workstation - QEMU - VirtualBox - VMware Player - VMware Workstation |